# 神鼎山镇
神鼎山镇，中华人民共和国湖南省岳阳市汨罗市下属的一个镇，位于汨罗市东南部。107国道经过镇区。
辖1个社区居委会，29个建制村，总面积126平方千米，总人口4.9万人，镇人民政府驻云山（原黄柏镇人民政府驻地）。

## 建制沿革
- 2015年，黄柏镇、沙溪镇成建制合并设立神鼎山镇。

## 行政区划
下辖1个社区，29个建制村：
- 黄柏居委会
- （原黄柏镇下辖）大塘源村、云山村、新民村、黄柏村、新西村、新开村、冷水村、双丰村、团山村、树冲村、沙丰村、丰仓村、凤凰村、神丁村、英桥村、新龙村

- （原沙溪镇下辖）划江村、划力村、关山村、兰溪村、青联村、双龙村、双楠村、双江村、沙溪村、大桥村、苏溪村、金鄂村、农科村